# 豊滝
豊滝（とよたき）は北海道札幌市南区にある地名。国道230号沿いに広がる地域のひとつ。

## 歴史
豊滝一帯は、元来1872年（明治5年）に開村した平岸村に属していた。1884年（明治17年）、北部の国道沿いに札幌農学校（北海道大学）第4農場ができる。また、南部の山地は御料地とされていた。1895年（明治28年）には水田による稲作が始まる。
1902年（明治35年）4月1日、合併により豊平村の領域となる。さらに1908年（明治41年）6月12日、町制施行により豊平町へと移行する。
1925年（大正14年）、御料地だった農耕地と山林の払い下げが行われた。
1944年（昭和19年）の字名改正に際し、それまで沢の名前を取って一の沢・盤の沢・滝の沢と呼ばれていた地域が豊滝となった。地名の由来は滝が多いことにちなむとされるが、別の説によると「豊平」と「滝の沢」の頭文字を取ったものだという。
1961年（昭和36年）5月1日、合併により札幌市の一部となる。翌1962年（昭和37年）、豊滝の西部（旧・一の沢）が小金湯として分区される。

## 住所
| 町丁             | 郵便番号 |
| ---------------- | -------- |
| 豊滝1丁目～2丁目 | 062-0931 |
| 豊滝○番地        | 062-0931 |

## 自然

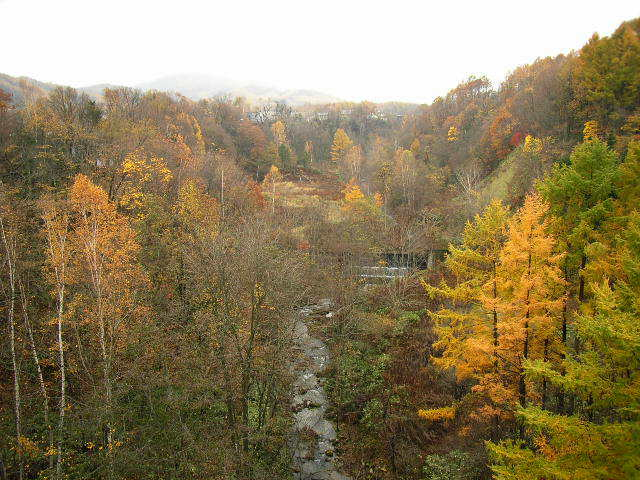
盤の沢川
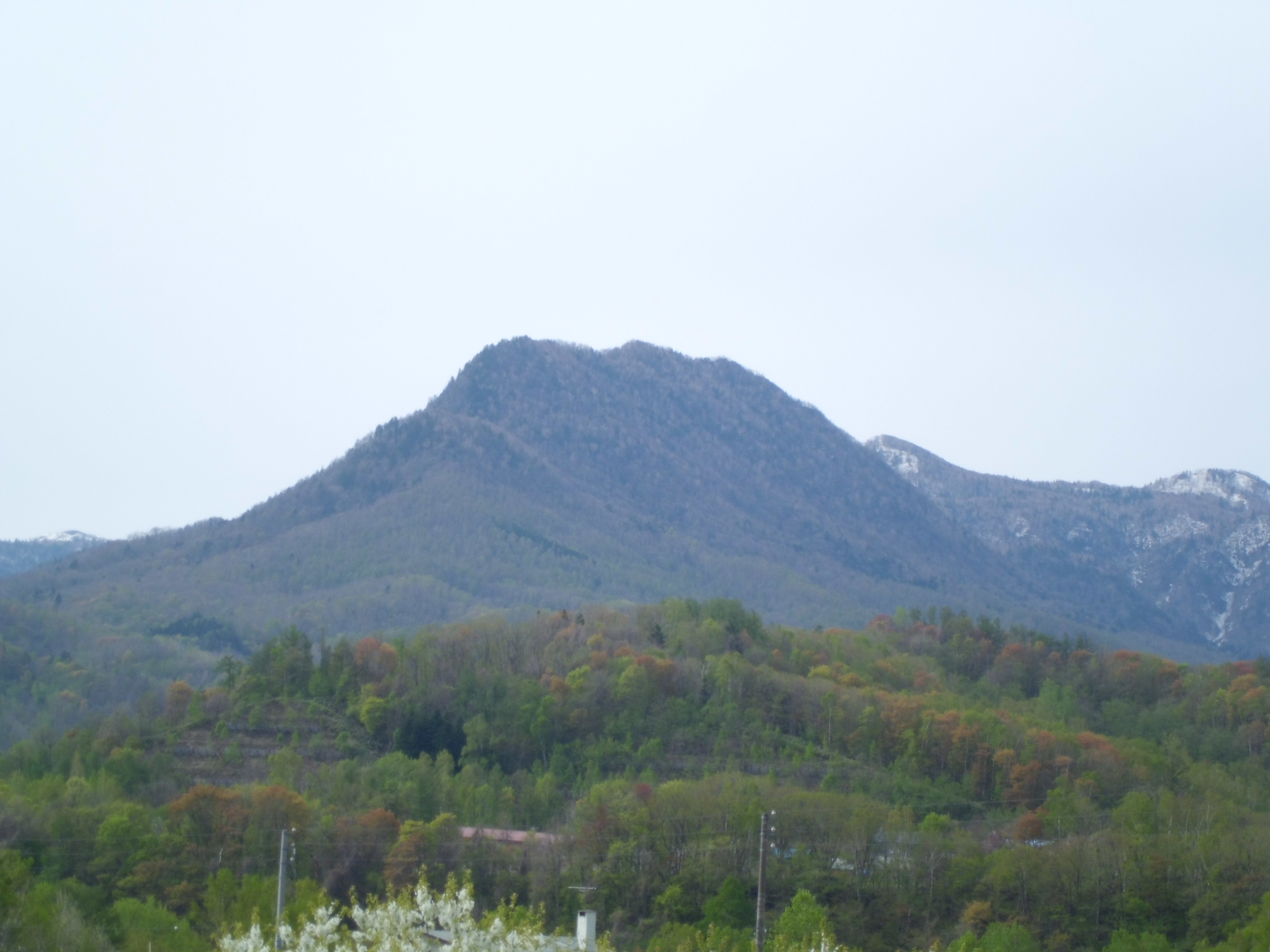
盤の沢山

- 盤の沢川
- 盤の沢山

## 施設
- 札幌市立豊滝小学校 - 2016年簾舞小学校に統合され廃校
- 定山渓鉄道線（廃止）
  - 滝の沢駅（1924年〈大正13年〉1月 - 1969年〈昭和44年〉11月1日）
  - 豊滝停留所（1948年〈昭和23年〉1月11日 - 1969年〈昭和44年〉11月1日）
- 豊滝除雪ステーション
- ノースサファリサッポロ
  - フクロウとキタキツネの森
- 豊滝神社
- 盤龍山信行院

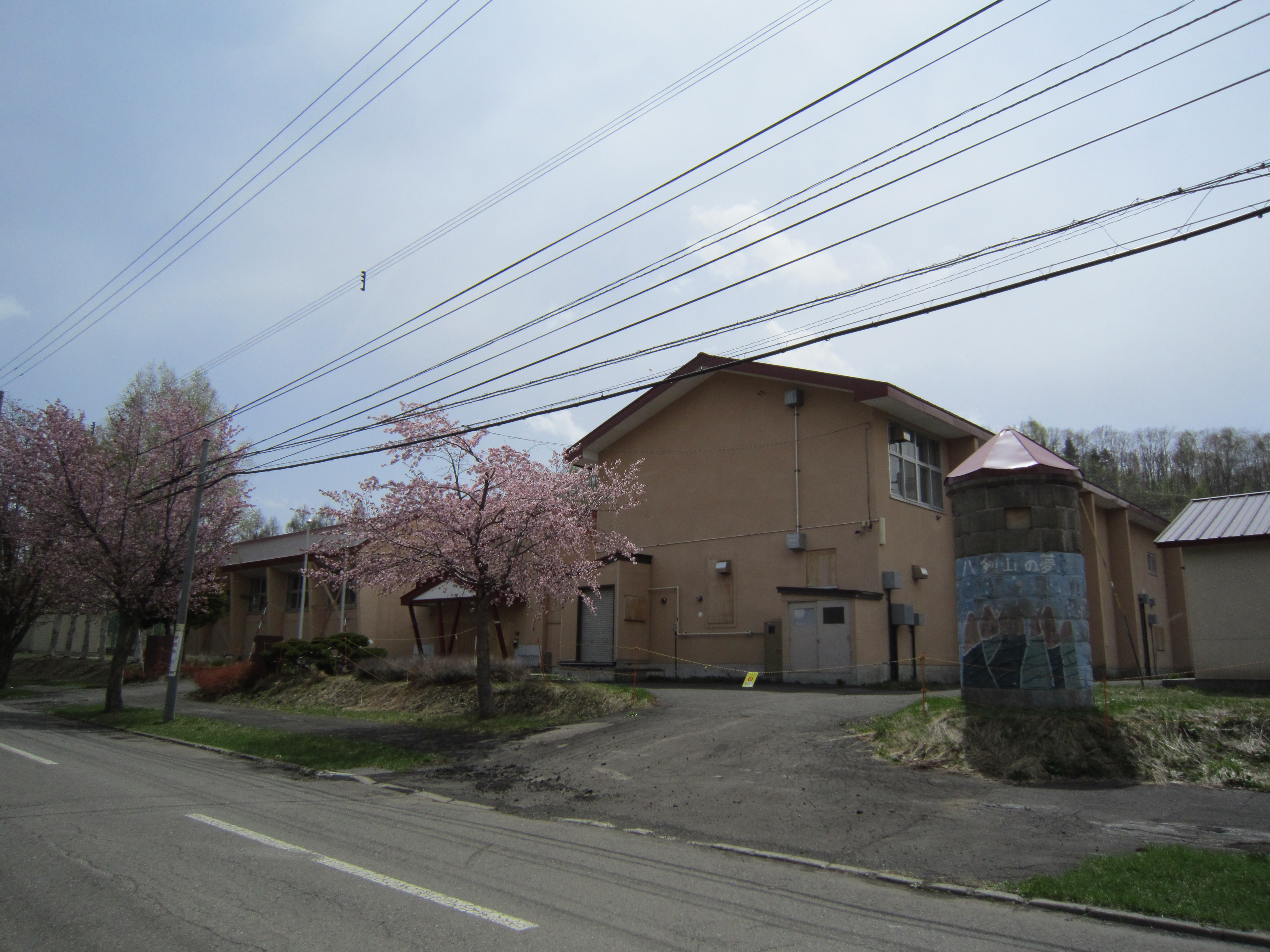
豊滝小学校
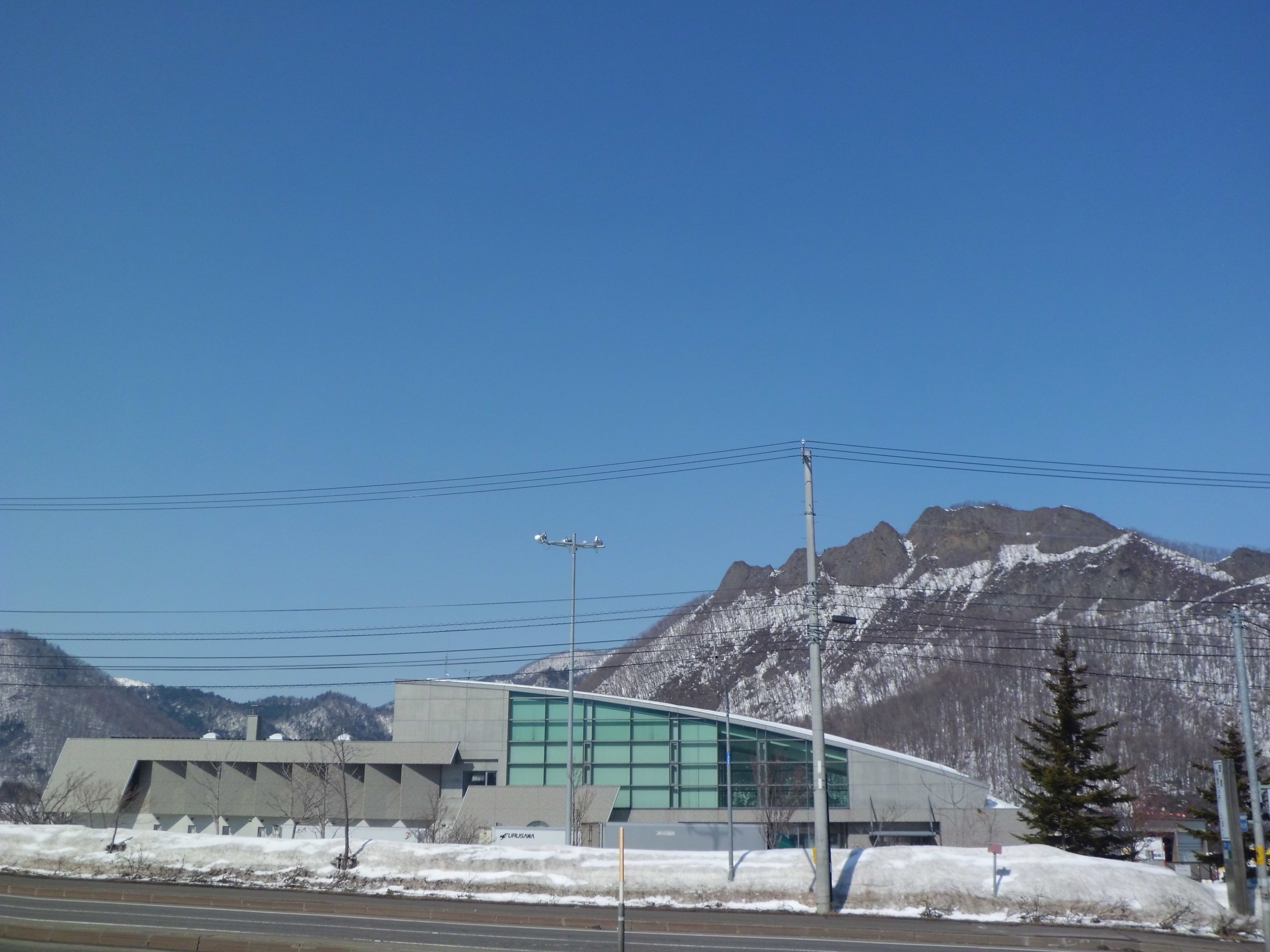
豊滝除雪ステーション
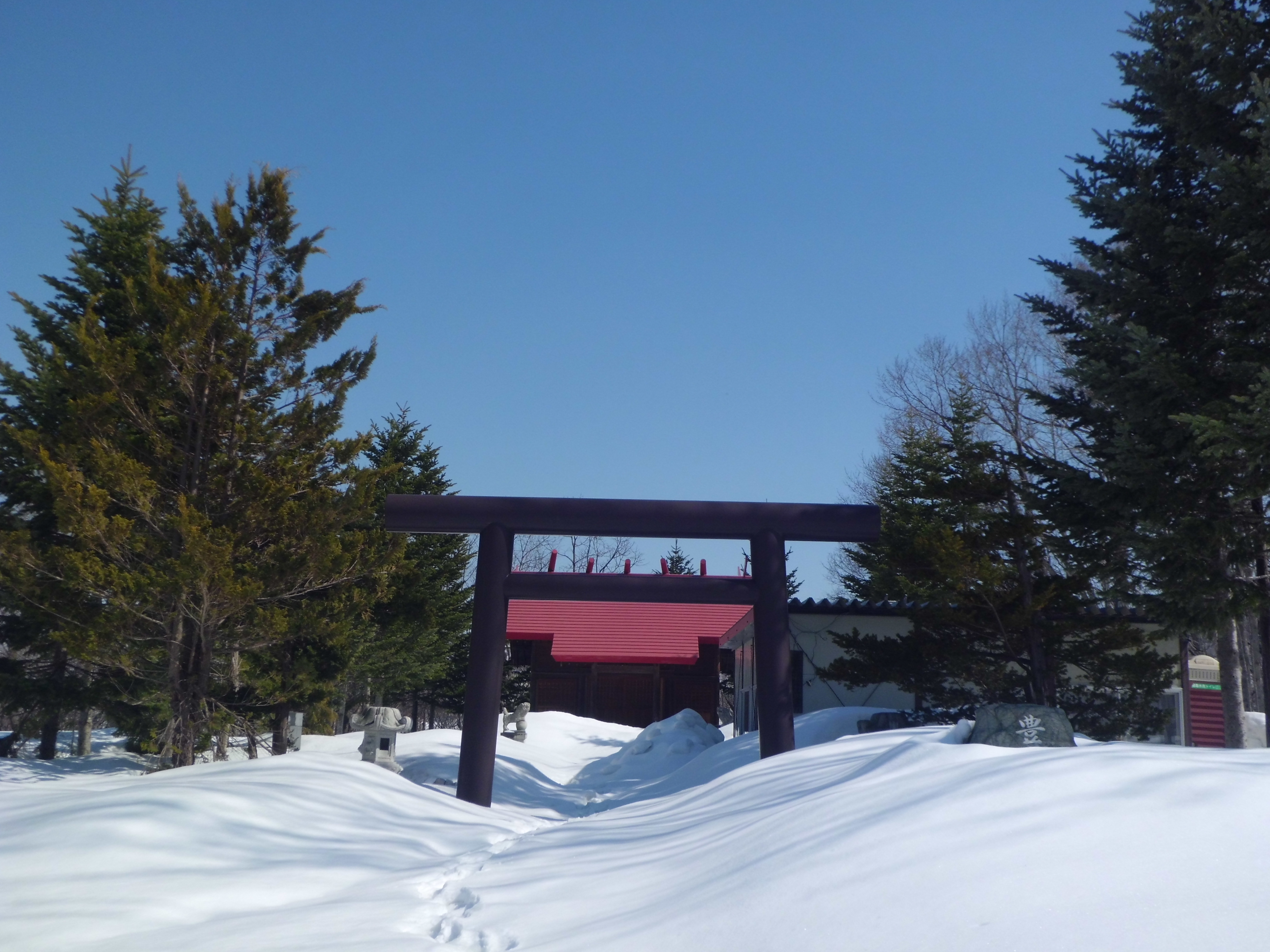
豊滝神社
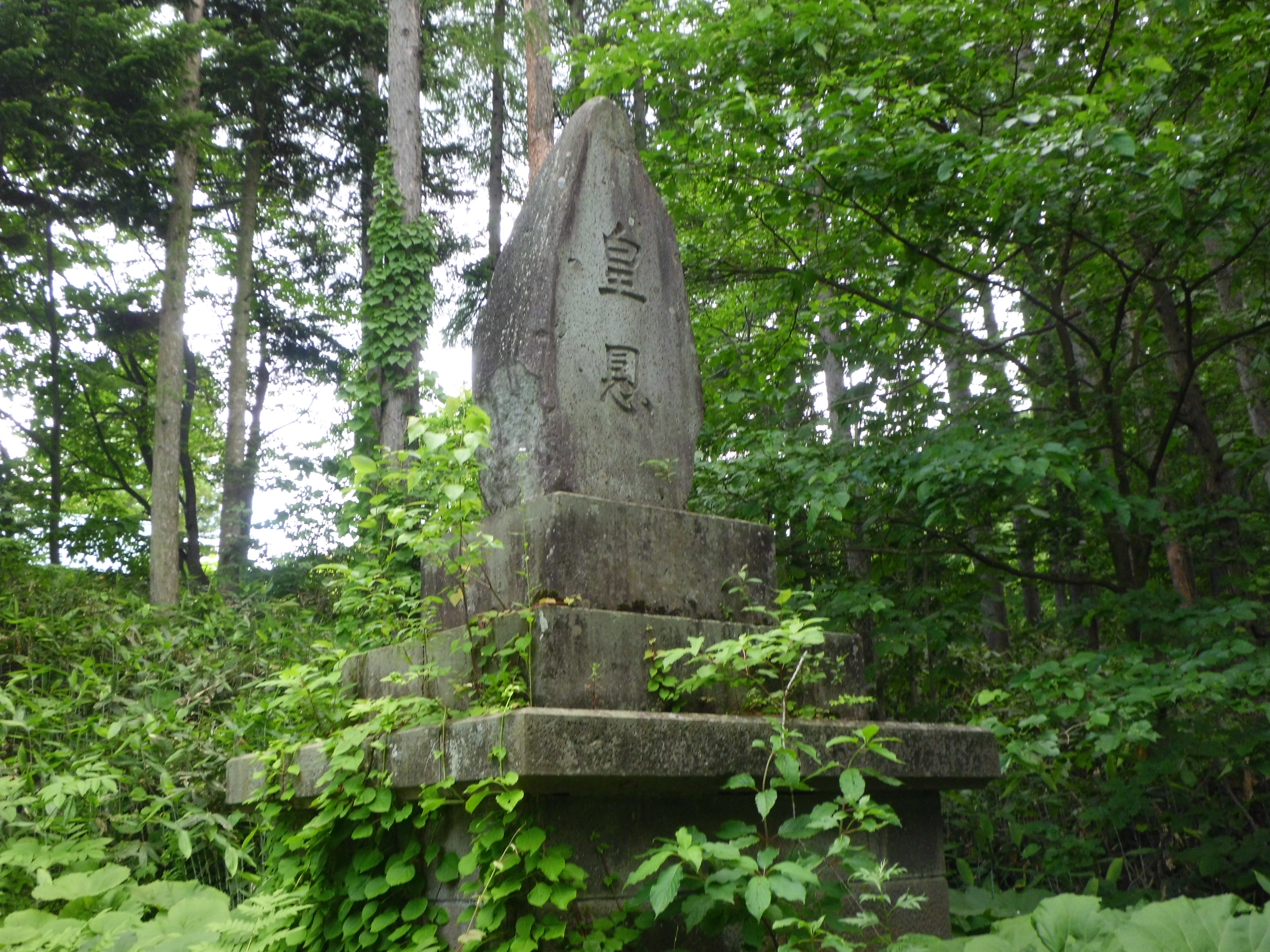
盤の沢御料地「皇恩」碑